# 1938–1939-es magyar férfi kosárlabda-bajnokság
Az 1938–1939-es magyar férfi kosárlabda-bajnokság a hetedik magyar kosárlabda-bajnokság volt. Nyolc csapat indult el, a csapatok két kört játszottak. Azonos pontszám esetén érmes helyezésnél helyosztó meccset játszottak, egyébként holtverseny volt.

## Tabella
| #    | Csapat                   | M  | Gy | V  | K+  | K-  | P  | Megjegyzés |
| ---- | ------------------------ | -- | -- | -- | --- | --- | -- | ---------- |
| 1.   | BSzKRt SE                | 12 | 10 | 2  | 351 | 267 | 20 |            |
| 2.   | BBTE                     | 12 | 10 | 2  | 303 | 229 | 20 |            |
| 3.   | BEAC                     | 12 | 8  | 4  | 321 | 217 | 16 |            |
| 4.   | Vívó és Atlétikai Club   | 12 | 5  | 7  | 210 | 277 | 10 |            |
| 5-6. | Testnevelési Főiskola SC | 12 | 4  | 8  | 220 | 186 | 8  |            |
| 5-6. | MAFC                     | 12 | 4  | 8  | 184 | 240 | 8  |            |
| 7.   | Munkás TE                | 12 | 1  | 11 | 66  | 239 | 2  |            |
| -    | MAC                      | -  | -  | -  | -   | -   | -  | Törölve    |

* M: Mérkőzés Gy: Győzelem V: Vereség K+: Dobott kosár K-: Kapott kosár P: Pont

## Helyosztó mérkőzés
1. helyért: BSzKRt SE-BBTE 35:22

## II. osztály
1. BSZKRT 18, 2. 252-es cserkészcsapat 16, 3. MLTC 14, 4. MAFC 6, 5. SzIHC 4, 6. VAC 2 pont. BBTE visszalépett, TFSC törölve.